# Saison 1908 de la Juventus FC
Maillots
Chronologie
Saison précédente Saison suivante
La saison 1908 du Foot-Ball Club Juventus est la neuvième de l'histoire du club, créé onze ans plus tôt en 1897. 
Le club de la région piémontaise participe là à la 11e édition du championnat d'Italie (Coupe Romolo Buni), ainsi qu'au championnat fédéral F.I.F (non officiellement reconnu par la FIGC).

## Historique
Lors de cette saison 1907, avec l'ancien joueur (et l'un des créateurs) du club Carlo Vittorio Varetti comme président, l'équipe tente de se relever des 
deux décevantes saisons précédentes. De nouveaux joueurs rejoignent alors le club comme Carlo Longo, Aldo Colombo, Chiaffredo Mastrella, Steso, Maolum, Sandro Collino, Giovanni Mazzonis ou encore Moschino.
En octobre 1907, la FIGC interdit aux joueurs étrangers de participer au championnat. Un tournoi parallèle est alors créé, le Campionato Federale F.I.F. (non officiellement reconnu), auquel la Vieille Dame prend part, tandis que le second championnat (officiel), la Prima Categoria (appelé aussi la Coppa Romolo Buni), se tient également la même année.
Pour la première édition du Campionato Federale F.I.F. 1908, disputé par 3 équipes (avec la Società Ginnastica Andrea Doria et le Milan Foot-Ball and Cricket Club qui finit par renoncer), le Foot-Ball Club Juventus dispute son premier match à Gênes le dimanche 19 janvier 1908 contre l'Andrea Doria et s'impose sur un large score de 3-0. Un mois plus tard pour le match retour joué le 23 février, la Veille Dame est défaite à domicile 1 but à 0. Pour désigner le vainqueur du tournoi, il fallut donc disputer un match d'appui, joué le dimanche 15 mars à Turin. Lors de la partie, où les bianconeri menaient par 2 buts à 1 à quelques minutes de la fin, ils furent remontés au score à cause d'un but contre son camp du gardien Luigi Durante, avant que le match ne soit ensuite annulé à la suite d'une erreur d'arbitrage. Le match est finalement rejoué le dimanche 10 mai 1908 et voit la Juve écraser Andrea Doria par une victoire imposante 5-1 (les chroniques rapportent trois buts de Borel et deux buts de Goccione pour la Juve). Le Foot-Ball Club Juventus gagne donc le 1er Championnat fédéral de la F.I.F. (qui ne sera jamais officiellement reconnu).

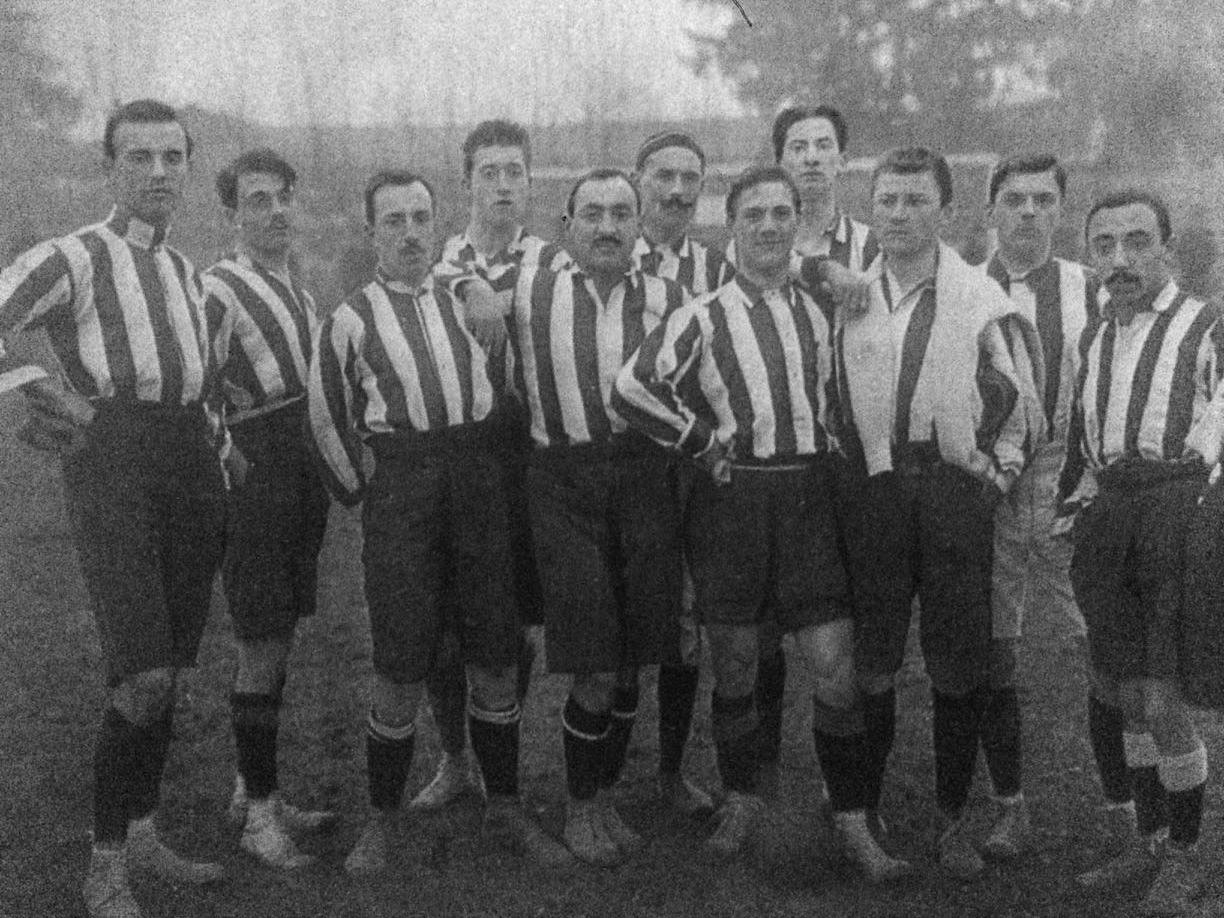
Les bianconeri vainqueur de championnat fédéral.

Ensuite, lors de cette Prima Categoria 1908 (alors ancêtre de la Serie A) appelé aussi Coppa Romolo Buni, commençant au mois de mars 1908, les bianconeri, bien qu'en désaccord avec la FIGC, jouent comme premier match à l'extérieur comptant pour les éliminatoires régionales du Piémont, le match aller contre l'US Pro Vercelli qui se tient le dimanche 1er mars 1908, se soldant par un match nul un but partout à Verceil (le but est inscrit par Mazzonis pour la Juventus). Lors du match retour à Turin au Stadio Piazza d'Armi, la Vieille Dame est finalement défaite 2 à 0 une semaine plus tard le 8 mars.
Comme lors de l'année précédente, les juventini sont éliminés au même stade de la compétition et ne parviennent pas à passer le tour éliminatoire, ne se qualifiant donc pas pour la phase finale.
Fin mars 1908, le club prend part à une des premières compétitions de football internationales, jouée à Turin, appelée le Tournoi Internazionale Stampa Sportiva. La squadra juventina commence sa campagne de pré-qualification en s'imposant d'entrée contre le Piemonte Football Club sur le score de 4 à 1, le 22 mars (les buts bianconeri sont inscrits par Borel, Goccione, Donna et Brusa contre son camp). En avril, ils s'inclinent contre le Torino 2-1 (but de Donna pour la Juve), puis sont repêchés pour jouer le tournoi final, et terminent 3e en écrasant 4 buts à  rien contre les français de l'Union sportive parisienne (triplé de Borel et un but de Goccione).
Un peu plus tard durant la fin de l'année 1908, la Juve remporte deux fois durant les mois de novembre puis de décembre le trophée de la Boule d'argent Henri Dapples, (du nom de l'ex-joueur et dirigeant du club du Genoa Cricket and Football Club), trophée amical où le détenteur remet son titre en jeu à chaque match contre l'équipe défiante. Le club tente une première fois d'acquérir le titre le 8 novembre, mais perd 2 à 1 contre le Milan Foot-Ball and Cricket Club, puis remporte la boule pour la première fois de son histoire le dimanche 22 novembre 1908 en battant le Pro Vercelli. La Juve remet ensuite son titre en jeu le 6 décembre puis se le fait reprendre par Vercelli. Tentant de récupérer la boule à Vercelli, elle y parvient le 13 décembre, avant de se la faire à son tour une dernière fois reprendre lors d'un 4e match en 2 mois contre Vercelli le dimanche 20 décembre 1908.

## Déroulement de la saison

### Résultats en championnat fédéral F.I.F.

#### Phase finale
| dimanche 19 janvier 1908 Match aller | Andrea Doria | 0-3              | Juventus | Gênes |
| dimanche 19 janvier 1908 Match aller |              | Buteurs inconnus |          | Gênes |

| dimanche 23 février 1908 Match retour | Juventus | 0-1       | Andrea Doria | Campo Piazza d'Armi, Turin Arbitre : Meazza |
| dimanche 23 février 1908 Match retour |          | 50e Sardi |              | Campo Piazza d'Armi, Turin Arbitre : Meazza |

- Match de barrage

| dimanche 15 mars 1908 | Juventus         | 2 - 2 Match annulé | Andrea Doria                   | Campo Piazza d'Armi, Turin |
| dimanche 15 mars 1908 | Buteurs inconnus |                    | (csc) Durante · Buteur inconnu | Campo Piazza d'Armi, Turin |

- Match rejoué

| dimanche 10 mai 1908 | Juventus         | 5 - 1 | Andrea Doria   | Campo Piazza d'Armi, Turin |
| dimanche 10 mai 1908 | Borel · Goccione |       | Buteur inconnu | Campo Piazza d'Armi, Turin |

| La Juventus championne d'Italie du Campionato Federale F.I.F. de 1908 |

### Résultats en championnat

#### Éliminatoires du Piémont
| dimanche 1er mars 1908 Match aller | Pro Vercelli | 1-1 | Juventus     | Verceil Arbitre : Meazza |
| dimanche 1er mars 1908 Match aller | Fresia 78e   |     | 47e Mazzonis | Verceil Arbitre : Meazza |

| dimanche 8 mars 1908 Match retour | Juventus | 0-2       | Pro Vercelli | Turin 16h00 Arbitre : Recalcati |
| dimanche 8 mars 1908 Match retour |          | Rampini I |              | Turin 16h00 Arbitre : Recalcati |

### Résultats au Tournoi International Stampa Sportiva

#### Pré-qualifications (Italie seulement)
- Demi-finale

| dimanche 22 mars 1908 | Juventus                               | 4 - 1 | Piemonte   | Turin |
| dimanche 22 mars 1908 | Borel · Goccione · Donna · Brusa (csc) |       | Berardo II | Turin |

- Finale

| dimanche 12 avril 1908 | Torino                     | 2 - 1 | Juventus | Velodromo Umberto I, Turin 15h30 Arbitre : Degerine |
| dimanche 12 avril 1908 | Pozzi 15e · Debernardi 45e |       | 5e Donna | Velodromo Umberto I, Turin 15h30 Arbitre : Degerine |

#### Tournoi final
- Match pour la 3e place

| lundi 20 avril 1908 | Juventus         | 4 - 0 | US Parisienne | Turin |
| lundi 20 avril 1908 | Borel · Goccione |       |               | Turin |

### Matchs amicaux
| lundi 6 janvier 1908 | Genoa            | 2 - 5 | Juventus         |  |
| lundi 6 janvier 1908 | Buteurs inconnus |       | Buteurs inconnus |  |

| dimanche 18 octobre 1908 | Juventus | score inconnu | Piemonte | Turin |
| dimanche 18 octobre 1908 |          |               |          | Turin |

| dimanche 1er novembre 1908 | Juventus | score inconnu | Piemonte | Turin |
| dimanche 1er novembre 1908 |          |               |          | Turin |

#### Coppa Eugenio Bona
| dimanche 9 février 1908 | Juventus         | 2 - 5 | Torino           | Turin |
| dimanche 9 février 1908 | Buteurs inconnus |       | Buteurs inconnus | Turin |

| dimanche 9 février 1908 | Pro Vercelli | score inconnu | Juventus |  |
| dimanche 9 février 1908 |              |               |          |  |

#### Trofeo Città di Saluzzo
| dimanche 13 septembre 1908 | Juventus         | 2 - 2 | Torino           | Turin |
| dimanche 13 septembre 1908 | Buteurs inconnus |       | Buteurs inconnus | Turin |

#### Trofeo Città di Luserna
| dimanche 20 septembre 1908 | Piemonte | 0 - 3            | Juventus | Turin |
| dimanche 20 septembre 1908 |          | Buteurs inconnus |          | Turin |

| dimanche 20 septembre 1908 | Torino | 0 - 3            | Juventus | Turin |
| dimanche 20 septembre 1908 |        | Buteurs inconnus |          | Turin |

#### Challenge I.N.E.F.
| dimanche 11 octobre 1908 | US Milanese      | 2 - 1 | Juventus       |  |
| dimanche 11 octobre 1908 | Buteurs inconnus |       | Buteur inconnu |  |

#### Palla Dapples
| dimanche 8 novembre 1908 | Milan            | 2 - 1 | Juventus       |  |
| dimanche 8 novembre 1908 | Buteurs inconnus |       | Buteur inconnu |  |

| dimanche 22 novembre 1908 | Pro Vercelli   | 1 - 2 | Juventus         |  |
| dimanche 22 novembre 1908 | Buteur inconnu |       | Buteurs inconnus |  |

| dimanche 6 décembre 1908 | Juventus       | 1 - 3 | Pro Vercelli     |  |
| dimanche 6 décembre 1908 | Buteur inconnu |       | Buteurs inconnus |  |

| dimanche 13 décembre 1908 | Pro Vercelli     | 2 - 3 | Juventus         |  |
| dimanche 13 décembre 1908 | Buteurs inconnus |       | Buteurs inconnus |  |

| dimanche 20 décembre 1908 | Juventus | 0 - 1          | Pro Vercelli |  |
| dimanche 20 décembre 1908 |          | Buteur inconnu |              |  |

## Effectif du club
Effectif des joueurs du Foot-Ball Club Juventus lors de la saison 1908.

## Buteurs
| 3 buts - Ernesto Borel 2 buts - Giovanni Goccione | 1 but - Giovanni Mazzonis |